# خايمي فرنانديز
خايمي فرنانديز (بالفرنسية: Jaime Fernández)‏ (و. 1956 – م) هو لاعب كرة طائرة، من إسبانيا، ولد في خيخون.